# Poglavlje u knjizi (znanost)
Poglavlje u knjizi, odnosno rad u knjizi u znanstvenom smislu predstavlja znanstveni rad. Da bi ga se priznalo takvim, mora zadovoljiti ove uvjete: predstavlja znanstveno djelo (rezultat znanstvenih istraživanja), sadrži uglavnom novi materijal i doprinos su uređivanoj kompilaciji unutar koje su materijali pomno pregledani i proučeni od strane uredništva, napisao ih je autor ili grupa ravnopravnih autora, uredio ih je urednik ili grupa urednika, knjigu je izdao nakladnik čija je osnovna djelatnost nakladništvo, knjige se nude na tržištu, tj. može ih se kupiti te knjiga ima ISBN broj. Mora biti primjerenog opsega što pak mora biti predstavljeno odgovarajućim rasponom stranica unutar knjige. Broj autora poglavlja je ograničen. U "radove ili poglavlja u knjima" ne spadaju radovi iz zbornika skupova (spadaju u Radove sa skupova), dijelovi godišnjih izvješća, tehničkih izvješća i sl. (spadaju u Ostale vrste radova), natuknice iz enciklopedija i priručnika (spadaju u Ostale vrste radova), predgovori (spadaju u Ostale vrste radova), kratki uvodi (spadaju Ostale vrste radova), zahvale i ine vrste napomena (spadaju u Ostale vrste radova) te dodatci (appendix) (spadaju u Ostale vrste radova). Za svako kongresno priopćenje poželjno je da sadrži autorovi ime, naslov priopćenja, naziv skupa, mjesto i nadnevak održavanja. U Hrvatskoj je poglavlje u knjizi oblik znanstvenog rada te ga se boduje.